# Lucy Pardee
Lucy Pardee és una directora de càsting britànica destacada com a exponent del càsting de carrer.
L'ús de la tècnica del càsting de carrer va tenir un efecte notable en el seu treball per a Rocks, pel qual va ser guardonada amb un BAFTA pel millor repartiment el 2021. Va ser la segona persona a rebre aquest reconeixement des de la seva presentació el 2019, quan va ser atorgat a Shayna Markowitz. El 2022, va ser nominada al mateix premi BAFTA per la seva tasca en la realització del film Aftersun.
S'ha manifestat públicament partidària de la incorporació d'una categoria de direcció de càsting anàloga a la dels BAFTA en els Premis de l'Acadèmia. També ha expressat la importància que té per a ella el fet de descobrir nou talent al carrer, on la indústria no para atenció, amb èmfasi al Regne Unit perquè «l'oferta de dramatúrgia per al jovent s'ha vist delmada pel govern del Partit Conservador».

## Filmografia
- Wuthering Heights (2011)[10]
- Catch Me Daddy (2014)[10]
- American Honey (2016)[11]
- The Devil Outside (2019)
- Dirty God (2019)[12]
- Rocks (2019)[13]
- Perfect 10 (2019)[9]
- Aftersun (2022)[14]
- Silver Haze (2023)[15]

## Premis
| Any  | Premi                             | Categoria          | Resultat  | Ref.   |
| ---- | --------------------------------- | ------------------ | --------- | ------ |
| 2020 | BAFTA                             | Millor repartiment | Guanyador | [ 2 ]  |
| 2021 | Premis Semiramis                  | Millor repartiment | Guanyador | [ 13 ] |
| 2021 | Premis British Independent Film   | Millor repartiment | Guanyador | [ 16 ] |
| 2021 | London Critics Circle Film Awards | Millor repartiment | Guanyador | [ 17 ] |
| 2022 | Premis British Independent Film   | Millor repartiment | Nominat   | [ 18 ] |
| 2023 | BAFTA                             | Millor repartiment | Nominat   | [ 7 ]  |